# Сан Бартоломео дел Боско (Савона)
Сан Бартоломео дел Боско је насеље у Италији у округу Савона, региону Лигурија.
Према процени из 2011. у насељу је живело 34 становника. Насеље се налази на надморској висини од 416 м.